# Ettore Tenchio
Ettore Giovanni Michele Tenchio (* 21. Oktober 1915 in Roveredo; † 27. April 2015 in Chur; heimatberechtigt in Verdabbio) war ein Schweizer Politiker (Konservativ-Christlichsoziale Volkspartei).

## Leben
Tenchio absolvierte 1934 am Collegio Papio in Ascona die Matura und studierte anschliessend in Mailand, Freiburg und Bern Recht, worin er 1938 doktorierte. Von 1940 bis 1950 war er in Roveredo, ab 1960 in Chur als Rechtsanwalt tätig.
Von 1943 bis 1950 sass Tenchio im Bündner Grossrat, und ab 1950 bis 1959 amtete er im Regierungsrat, wo er Vorsteher des Justiz- und Polizeidepartements Graubündens war. Von 1947 bis 1971 war er Nationalrat und Präsident verschiedener Kommissionen sowie von 1960 bis 1963 Mitglied der parlamentarischen Versammlung des Europarats. Tenchio unterlag in der Bundesratswahl 1962 als offizieller Kandidat seiner Partei dem Walliser Roger Bonvin. Von 1948 bis 1950 war er Präsident der Christlichsozialen Parteigruppe Graubündens, ab 1960 bis 1968 amtete er als Präsident der Konservativ-Christlichsozialen Volkspartei der Schweiz, der heutigen CVP. Weiter war er von 1969 bis 1984 Präsident des Corpus catholicum.
Tenchio präsidierte von 1960 bis 1976 den Verkehrsverein Graubünden und setzte sich für den Unterhalt und die Tarife der Rhätischen Bahn sowie den Ausbau der San Bernardinoroute als Nationalstrasse ein. Von 1971 bis 1980 war er Zentralpräsident der SRG und Verwaltungsratspräsident der Banca della Svizzera Italiana, der Transitgas AG sowie der Oleodotto del Reno SA. Weiter war er in der Schweizer Armee Oberst im Generalstab. 1975 wurde er zum Ehrenbürger von Santa Domenica ernannt.